# Fake it till you make it
"Fake it till you make it" (с англ. — «Сымитируй это, пока не сделаешь это») — английская поговорка, призывающая фальсифицировать свои достижения в надежде на то, что в будущем ты достигнешь того, о чём хвастаешься уже сейчас. Другая использующаяся в этом значении фраза — «act as if» (с англ. — «Веди себя, будто бы это так»).
Слова эти стали олицетворением одного из психотерапевтических подходов (методов), позволяющих преодолеть кризисные ситуации.
Целью такого подхода является избежание ловушки так называемого самоисполняющегося пророчества, когда человек боится своей же неуверенности, например, думая: «Я не могу заговорить с этой девушкой, поскольку она точно почувствует мою неуверенность в себе». Статья "How You Too Can Be an Optimist" в журнале "Prevention" подчёркивает: 
«В исследовании, проведённом в Университете Уэйк-Форест, например, учёные попросили группу из пятидесяти студентов проявить себя в качестве экстравертов в 15-минутной дискуссии, даже если они таковыми не являются. Чем более самоутвердительно и энергично они себя вели, тем лучше себя и чувствовали».
Также это часто рекомендуется в качестве терапевтической методики борьбы с депрессией. В этом случае идея заключается в том, чтобы намеренно пытаться наслаждаться повседневной рутиной, не принимая во внимание принуждение, пока ощущение счастья не становится подлинным. Это пример так называемой положительной обратной связи.
Фраза часто ассоциируется с организацией «анонимных алкоголиков», несмотря на то, что она не всплывает в книгах, формирующих основу программы АА, Alcoholics Anonymous or The Twelve Steps and Twelve Traditions. AA to Z; An Addictionary of the 12-Step Culture описывает это как «совет, часто даваемый новичкам, которые думают, что им не по силам совладать с программой и они вернутся к старому образу жизни. Совет предполагает, что если новичок будет действовать в соответствии с этапами и следовать учению программы, последняя начнёт работать, и беспокойство отпадёт само собой».

## Критика
По мнению профессора управления и организации Марьям Кушак, притворство и неискренность заставляют человека чувствовать себя «ненастоящим» и испытывать моральный дистресс.